# Lights Out (album av Sugarcult)
Lights Out är ett musikalbum av Sugarcult som släpptes 2006.

## Låtlista
1. "Lights Out" - 0:37
2. "Dead Living" - 3:38
3. "Los Angeles" - 3:57
4. "Do It Alone" - 3:07
5. "Explode" - 1:52
6. "Out of Phase" - 3:26
7. "Made a Mistake" - 4:14
8. "Riot" - 3:28
9. "Majoring in Minors" - 2:55
10. "Shaking" - 3:52
11. "The Investigation" - 3:49
12. "Hiatus" - 4:03